# أليس روبرتس (كاتبة)
أليس ماي روبرتس (بالإنجليزية: Alice May Roberts) (ولدت في 19 مايو 1973) عالمة أنثروبولوجيا حيوية إنجليزية وعالمة أحياء ومقدمة تلفزيونية ومؤلفة. منذ عام 2012 كانت أستاذة برنامج مشاركة الجمهور في العلوم في جامعة برمنغهام. منذ عام 2019، كانت رئيسة المؤسسة الخيرية «الجمعية الإنسانية البريطانية» التي تنظم حملات تنادي بدولة علمانية  و«عالم متسامح يسود فيه التفكير العقلاني واللطف».

## النشأة والتعليم
وُلدت روبرتس في بريستول في عام 1973 لمهندس طيران ومُدرّسة لغة إنجليزية وفنون. نشأت في ضاحية ويستبري-على نهر-تريم حيث ارتادت مدرسة ويستبري لكنيسة إنجلترا الابتدائية ومدرسة ريد ميدز الثانوية. في ديسمبر 1988 فازت في مسابقة بي بي سي الأولى بلو بيتر للفنانين الشباب لتظهر صورتها مع مقدمي العرض على الغلاف الأمامي لمجلة راديو تايمز طبعة 10 ديسمبر 1988.
درست روبرتس الطب في جامعة ويلز كلية الطب (التي أصبحت الآن جزءًا من جامعة كارديف) وتخرجت عام 1997 بدرجة بكالوريوس في الطب والجراحة (MB BCH) ، بعد أن نالت درجة تقاطع فرعية لبكالوريوس العلوم في التشريح.

## الأبحاث والمسيرة المهنية

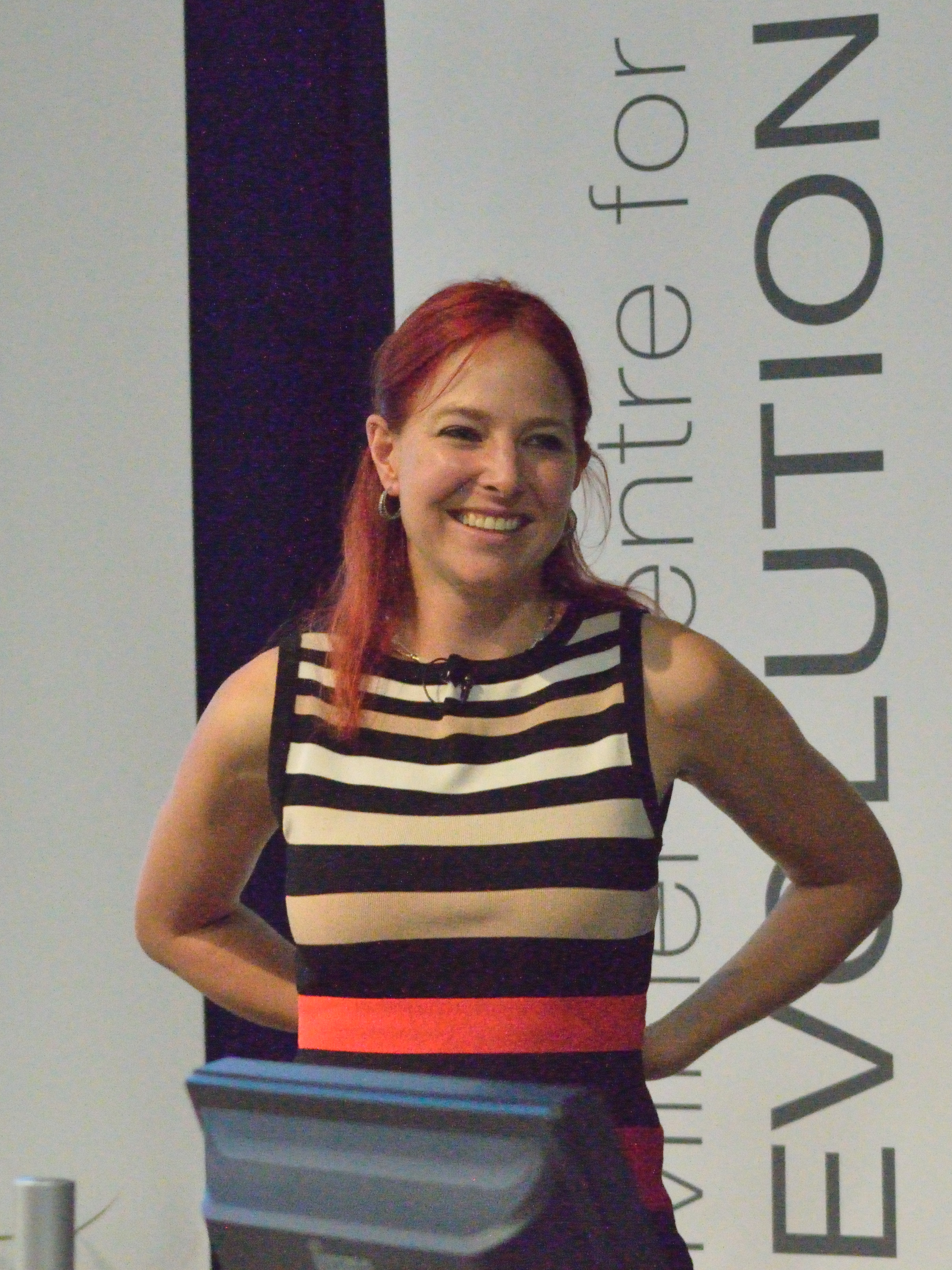
البروفيسورة اليس روبرتس أثناء إلقاء محاضرة بعنوان "ترويض: ثلاثة أنواع غيرت عالمنا" احتفالاً بافتتاح مركز ميلنر للتطور في جامعة باث

بعد تخرجها في عام 1997، عملت روبرتس كطبيبة مبتدئة مع هيئة الخدمات الصحية الوطنية في ساوث ويلز لمدة ثمانية عشر شهراً. في عام 1998 تركت الطب السريري وعملت كمُدرّسة تشريح معيدة في جامعة بريستول وأصبحت محاضرة هناك في عام 1999.
أمضت روبرتس سبع سنوات في العمل بدوام جزئي على درجة الدكتوراه في الباليوباثولوجيا، وهي  دراسة الأمراض في الرفات البشرية القديمة، وتحصّلت على الشهادة عام 2008. كانت أحد كبار المُدرسين المساعدين في جامعة بريستول مركز التشريح المقارن والسريري، حيث تمثلت أدوارها الرئيسية بتدريس علم التشريح السريري وعلم الأجنة وعلم الإنسان الحيوي، بالإضافة إلى قيامها بأبحاث في مجال علم الآثار العظمية والباليوباثولوجيا. صرّحت في عام 2009 إنها تعمل على أن تصبح أستاذة في علم التشريح.
في عام 2009، شاركت في تقديم وحدات لبرنامج هزيمة الاضطراب ثنائي القطب، وهو أول علاج تعليمي قائم على الإنترنت للمرضى المصابين بالاكتئاب ثنائي القطب أجراهُ الباحثون في جامعة كارديف.
منذ أغسطس 2009 حتى يناير 2012، كانت روبرتس زميلة زائرة في كل من قسم الآثار والأنثروبولوجيا وقسم التشريح في جامعة بريستول. منذ 2009 حتى 2016 كانت روبرتس مديرة قسم التشريح في مقر عمادة كلية سيفرن للجراحة التابعة لهيئة الخدمات الصحية الوطنية وأيضًا زميلة فخرية في مدرسة طب هل يورك.
في فبراير 2012، جرى تعيين روبرتس أول أستاذة في مجال مشاركة الجمهور في العلوم في جامعة برمنغهام.
كانت روبرتس عضوًا في المجلس الاستشاري لمهرجان شلتنهام للعلوم لمدة عشر سنوات، ومنذ عام 2018، أصبحت عضوًا في المجلس الاستشاري لمركز ميلنر للتطور  في جامعة باث.
مصرّحًة في صحيفة آي عام 2016، رفضت روبرتس فرضية القرد المائي (إيه إيه إتش) باعتبارها تشتيتًا «عن القصة الناشئة عن التطور البشري الأكثر إثارة وتعقيدًا»، مضيفةً أن (إيه إيه إتش) أصبحت «نظرية لكل شيء» وهي في الوقت نفسه «مبالغ فيها للغاية وبسيطة للغاية». وخلصت إلى القول إن «العلم هو الدليل وليس مجرد تمنٍّ».
شاركت كل من روبرتس وأويف مكلايست في تقديم محاضرات المعهد الملكي لعيد الميلاد لعام 2018 في لندن. روبرتس رئيسة الجمعية البريطانية لتقدم العلوم؛ بدأت فترة ولايتها في سبتمبر 2019.

## وصلات خارجية
- الموقع الرسمي
- أليس روبرتس على موقع IMDb (الإنجليزية)
- أليس روبرتس على موقع ميوزك برينز (الإنجليزية)
- أليس روبرتس على موقع قاعدة بيانات الفيلم (الإنجليزية)
- أليس روبرتس على موقع كينوبويسك (الروسية)